# Toshiba TG01
Toshiba TG01 là chiếc điện thoại di động sử dụng màn hành cảm ứng và còn là thiết bị kết nối Internet di động được chế tạo bởi Toshiba. Nó chạy trên nền tảng hệ điều hành Windows Mobile và sử dụng chip (QSD8250) Snapdragon của Qualcomm, tốc độ xử lý lên đến 1GHz. Với khả năng kết nối mạnh, TG01 sử dụng 4 băng tầng GSM hỗ trợ 2100 MHz UMTS, tốc độ download tối đa dạng HSDPA là 7.2 Mbit/s và tốc độ upload HSUPA lên đến 2 Mbit/s. Chiếc điện thoại sử dụng công nghệ Wi-Fi, tích hợp hệ thống định vị toàn cầu GPS và A-GPS, chia sẻ dữ liệu qua Bluetooth 2.0, micro USB, Bên cạnh đó, máy còn hỗ trợ thẻ nhớ mở rộng microSD có khả năng lưu trữ đến 32GB.
Kiểu dáng của TG01 gây sự chú ý bởi kích thước khá mỏng, máy có 2 vỏ màu chính là đen và trắng, vỏ máy được làm bằng hợp kim Magie gây cảm giác chắc chắn và sang trọng. Màn hình cảm ứng của TG01 có kích thước khá lớn: 4.1 inch với độ phân giải 480 x 800 pixel. Chiếc điện thoại chỉ có hai nút bấm, tất cả đều nằm dưới cùng của màn hình. Ngoài ra, máy còn được trang bị một camera với độ phân giải lên đến 3.2MP, có khả năng tự động điều chỉnh tiêu cự.
Một trong những tính năng nổi trội của TG01 là "G-Sensor", người sử dụng có thể lắc tay để nhận cuộc gọi đến mà không cần phải bấm thêm một nút nào cả, tính năng này còn có thể cho phép người dùng chuyển đổi qua lại giữa các ứng dụng đang chạy trên máy. Máy sử dụng giao diện người dùng kiểu 3D khá đặc trưng của Toshiba. TG01 sử dụng trình duyệt Internet Explorer Mobile 6, tính năng giải trí đa phương tiện, nhận email, hỗ trợ tập tin media dạng DivX và Flash.
Chiếc điện thoại được phân phối trên thị trường bởi hãng O2 (Đức)..